# Anthonaeus
Anthonaeus – rodzaj chrząszczy z rodziny Kateretidae i podrodziny Kateretinae. Obejmuje dwa opisane gatunki.

## Taksonomia
Takson ten wprowadzony został w 1879 roku przez George’a H. Horna na łamach „Transactions of the American Entomological Society”. Obejmuje dwa opisane gatunki:
- Anthonaeus agavensis (Crotch, 1874)
- Anthonaeus bajaensis Cline et Audisio, 2010

## Morfologia
Chrząszcze o ciele wydłużonym, nieco grzbietobrzusznie spłaszczonym, długości od 3,8 do 4,2 mm i szerokości od 1,8 do 2 mm, porośniętym drobnymi szczecinkami beżowymi do złocistych, z wierzchu gęsto punktowanym. Ubarwienie bywa jednolite lub z jaśniejszymi od reszty ciała pokrywami.
Głowa jest poprzeczna, trójkątna w zarysie, pozbawiona rowków czułkowych, zaopatrzona w umiarkowanie wyłupiaste, pozbawione szczecinek i złożone z drobnych fasetek oczy, za którymi leżą krótkie i w tyle zaokrąglone skronie. Nadustek ma wklęsłą przednią krawędź i ostre kąty przednio-boczne, a poprzeczna warga górna ma przód podzielony wklęśnięciem na dwa szeroko zaokrąglone płaty. Żuwaczki oznaczają się wyraźnym zębem przedwierzchołkowym, ostrym wierzchołkami, szeroką podstawą oraz słabo zaznaczonymi molą i prosteką. Głaszczki szczękowe budują cztery człony, z których ostatni jest stożkowaty i tak długi jak pozostałe razem wzięte, a głaszczki wargowe budują trzy człony, z których ostatni jest odwrotnie jajowaty. Czułki tworzone są przez 11 członów, z których trzy ostatnie formują luźną, ostro zwieńczoną buławkę.
Przedplecze jest poprzeczne, szersze od głowy, delikatnie orzęsione, o szeroko zaokrąglonych kątach przednich i zatartych kątach tylnych. Tarczka jest duża, półkulista. Szerokość pokryw u nasady jest większa niż przedplecza. Mają one słabo zaznaczone kąty barkowe, wyraźne rządki przyszwowe, szeroko i równomiernie zaokrąglone krawędzie wierzchołkowe oraz szerokie w nasadowej połowie i dalej silnie zwężone epipleury. Przedpiersie jest wydłużone, półtorakrotnie dłuższe niż wypuszczany przez nie wąski i na szczycie ścięty lub wypukły wyrostek. Zapiersie leży na tym samym poziomie co śródpiersie i jest od niego dwukrotnie dłuższe. Odnóża mają uda z płytkimi bruzdami do chowania goleni, golenie z dwoma różniącymi się rozmiarami ostrogami w kątach wierzchołkowo-wewnętrznych, a stopy zbudowane z pięciu członów, z których czwarty jest zdrobniały, a ostatni wydłużony i zwieńczony niezmodyfikowanymi pazurkami.
Odwłok ma sternity o orzęsionych krawędziach. Pierwszy z widocznych sternitów wypuszcza między tylne biodra wyrostek o szeroko zaokrąglonym wierzchołku. Przedostatni tergit i pygidium nie są zakryte pokrywami, a u samca to ostatnie ma głęboko wklęśniętą tylną krawędź. Samica ma pokładełko o nieco rozbiegających się szczytowo gonokoksytach i krótkich, wierzchołkowo-bocznie umiejscowionych stylikach. Samiec ma symetryczne, niezrośnięte i nieprzyrośnięte do fallobazy paramery oraz niesymetryczny płat środkowy edeagusa (prącie).

## Ekologia i występowanie
Zarówno larwy, jak i postacie dorosłe są antofagami, żerującymi na kwiatach agawowych z rodzaju Hesperoyucca. Aktywne osobniki dorosłe obserwuje się od lutego do lipca
Rodzaj nearktyczny, ograniczony zasięgiem do Kalifornii w Stanach Zjednoczonych oraz Kalifornii Dolnej w Meksyku.